# Vuelvo a ser yo
Vuelvo a ser yo es el segundo álbum de estudio del cantante español Iván Gardesa.
Lanzado el 19 de julio de 2019 en España bajo el sello de RockCd Records. Producido por César Álvarez y Martin Vaka, fue grabado entre Madrid y México.
El primer sencillo es el tema «Y Ahora Tú», que se posicionó en el top 10 de ventas en España en las tiendas digitales iTunes y Google Play. El artista dedica la canción “a todas y cada una de las mujeres que sufren violencia de género”.
El disco incluye la balada «Sigue Tu Rumbo» junto a Martin Vaka y Alyson Guzmán, así como canciones compuestas por Martin Vaka, Borja Fernández o el propio Iván Gardesa. 
Vuelvo a ser yo es el resultado de un año y medio de preparación e incluye un repertorio compuesto de pop rock y balada.

## Listado de canciones
- Edición estándar

| Vuelvo a ser yo |                                                    |                               |          |  |
| N.º             | Título                                             | Escritor(es)                  | Duración |  |
| 1.              | «Y Ahora Tú»                                       | Iván Gardesa, Borja Fernández | 4:09     |  |
| 2.              | «Sigue Tu Rumbo» (con Martin Vaka & Alyson Guzmán) | Martin Vaka                   | 3:26     |  |
| 3.              | «20 de Enero»                                      | Iván Gardesa                  | 3:26     |  |
| 4.              | «Tu Juego Llegó a Su Fin»                          | Iván Gardesa, Borja Fernández | 3:40     |  |
| 5.              | «Todo Cambiará»                                    | Iván Gardesa, Borja Fernández | 3:27     |  |
| 6.              | «No Me Puedo Imaginar»                             | Iván Gardesa, Borja Fernández | 3:19     |  |
| 7.              | «Vuelvo a ser yo»                                  | Iván Gardesa, Borja Fernández | 3:39     |  |
| 8.              | «Dime Que Hice Mal»                                | Martin Vaka                   | 4:04     |  |
| 9.              | «Sigue Tu Rumbo»                                   | Martin Vaka                   | 3:24     |  |
| 10.             | «El Dolor de Tu Ausencia»                          | Iván Gardesa                  | 3:29     |  |
| 36:00           |                                                    |                               |          |  |